# 生命科學研究基金會
生命科學研究基金會（Life Sciences Research Foundation，LSRF）是一個讓博士後研究員的專案，目的是發掘並資助在各種生命科學相關領域，尋求關鍵突破的優異年輕科學家，並和願意資助生命科學相關研究的學術單位，建立雙贏的夥伴關係。生命科學研究基金會於1983年，由卡內基科學研究所胚胎學部門的美國胚胎學家唐納德·布朗建立，提供了生命科學研究領域中，四個最競爭的博士後研究獎項之一。每年生命科學研究基金會收到超過一千個申請，獎助其中15-25個博士後研究。
生命科學研究基金會的理事會成員中，有許多著名學者，像是道格拉斯·科甚蘭和所羅門·斯奈德。56個贊助單位有許多是生物科學和製藥界的頂級企業。
2012年，為獎勵他創立生命科學研究基金會，並持續奉獻超過三十年，唐納德·布朗獲得亞伯特·拉斯克特殊貢獻獎醫療獎。

## 知名獲獎人
- 史丹佛大學菲利浦·貝奇（英语：Philip Beachy）
- 史丹佛大學班·貝瑞（英语：Ben Barres）
- 哈佛大學喬治·丘奇
- 斯克里普斯研究所傑拉德·喬伊斯
- 史丹佛大學罗伯特·萨波斯基[5]

## 外部連結
- 官方网站